# إتومان (أوكيناوا)
مدينة إتومان (بالإنجليزية: Itoman)‏ هي أحد المدن التابعة لمحافظة أوكيناوا. تأسست رسميًا في 01/12/1971. ويقدر عدد سكانها بـ 56171 نسمة حسب تقدير مكتب الإحصاء الياباني لعام 2012. تبلغ مساحة إتومان 46.63 كم2. بكثافة سكانية تبلغ 1200 نسمة/كم2.

## توأمة
لإتومان (أوكيناوا) اتفاقيات توأمة مع:
- أباشيري

## أعلام
- ساتوشي شينجاكي